# 埃格爾塞格拉本河 (錫格巴赫河支流)
48°44′56″N 11°52′08″E / 48.74891°N 11.86887°E
埃格爾塞格拉本河是德國的河流，位於該國東南部，由巴伐利亞負責管轄，屬於錫格巴赫河的支流，河道全長1公里，流域面積1.4平方公里。